# 卡爾 (符騰堡)
卡尔·馬利亚·彼得·斐迪南·菲利普·阿尔布雷希特·约瑟夫·米夏埃尔·庇护·康拉德·罗伯特·乌尔里希（Carl Maria Peter Ferdinand Philipp Albrecht Joseph Michael Pius Konrad Robert Ulrich，1936年8月1日—2022年6月7日），生于德国腓特烈港，是符腾堡王位继承人，符腾堡王室首领。如果德国仍是一个君主制国家，他将成为符騰堡国王卡尔二世。

## 生平
祖父阿尔布雷希特是符腾堡王国末代王储（推定继承人）。他是符腾堡公爵菲利普·阿尔布雷希特与托斯卡纳大公继承人彼得·斐迪南的次女罗萨的次子。
1959年，卡尔的长兄路德维希因与博德曼女男爵阿德莱德（Adelheid Frn von Bodman）结婚而放弃王位继承权。他成为父亲符腾堡公爵菲利普的继承人，并在1975年父亲去世后继承了符腾堡公爵的头衔，成为符腾堡王室家族首领。
卡尔于1960年7月娶远房表妹法兰西奥尔良支王位继承人巴黎伯爵亨利（称“亨利六世”）的第四女戴安娜·弗朗索瓦丝·玛利亚·达·格洛利娅（Diane Françoise Maria da Glória），二人都是法国国王路易·菲利普一世的后裔；婚后有四子二女：
- 长子弗里德里希·菲利普·卡尔·弗朗茨·玛利亚（Friedrich Philipp Carl Franz Maria），1961年6月1日生于腓特烈港，2018年5月9日逝世。1993年娶维德的威廉明妮公主（Wilhelmine Friederike Pauline Elisabeth Marie），有一子二女。
- 长女玛蒂尔德·玛丽-安托瓦内特·罗萨·伊莎贝尔（Mathilde Marie-Antoinette Rosa Isabelle），1962年7月11日生于腓特烈港，1988年嫁给瓦尔德堡-载尔-特劳赫堡侯爵世子埃里希，现有五女。
- 次子埃伯哈德·尼库劳斯·海因里希·约翰内斯·玛利亚（Eberhard Alois Nikolaus Heinrich Johannes Maria），1963年6月20日生于腓特烈港，2011年与露西亚·德西蕾·科普夫结婚，有一子。
- 三子菲利普·阿尔布雷希特·克里斯托弗·乌尔里希·玛利亚（Philipp Albrecht Christoph Ulrich Maria），1964年11月1日生于腓特烈港，1991年娶巴伐利亚的马克斯·埃曼努埃尔公爵的次女玛利亚·卡罗琳娜，现有一子三女。
- 四子米夏埃尔·海因里希·阿尔伯特·亚历山大·玛利亚（Michael Heinrich Albert Alexander Maria），1965年12月1日生于腓特烈港，2006年7月8日娶平民尤里娅·施托尔茨（Julia Storz）。
- 次女埃利奥诺尔·弗洛尔·胡安尼塔·夏洛特·尤多克茜·玛丽-昂内（Eleonore Fleur Juanita Charlotte Eudoxie Marie-Agne），1977年11月4日生于阿特斯豪森，2003年嫁给高厄斯的莫里茨·路易伯爵（Moritz Louis Gf v.Goëß）。

卡尔生前是一个成功的企业家。